# Hjalmar Haralds
Hjalmar Haralds, född 14 september 1876 i Göteborg, död 14 oktober 1931, var en svensk journalist och författare.
Han var son till handlande Harald Larsson och Lydia Lindborg. År 1895 tog han studentexamen vid Realläroverket i Göteborg. År 1901 blev han filosofie kandidat vid Göteborgs högskola, 1909 filosofie licentiat vid Uppsala universitet, 1912 fil.dr. Han skrev avhandlingar och tidningsartiklar och var lärjunge till Vitalis Norström och en centralgestalt inom unghögern. Haralds förekom även inom aktivismen där han förespråkade ett svenskt ingripande i Finland 1915 och 1918.
Han är begravd på Östra kyrkogården i Göteborg.